# FNSチャリティキャンペーン
FNSチャリティキャンペーンは、1974年より、フジネットワーク（FNS）が主催する、チャリティイベントである。

## 概要
同キャンペーンは、国際連合児童基金（ユニセフ）の協賛を得て、主に、アジア・アフリカの児童の飢餓救済を目的として「アジア・アフリカの恵まれない子どもを救おう」というメインテーマで毎年、特に支援する国・地域と年度テーマを掲げて、視聴者からの募金を募っている。2008年からは、アジア・アフリカ以外を含めた世界の子どもたちに支援の輪を広げ、「世界の子どもたちの笑顔のために」というテーマを掲げて展開している。毎年支援国における実情・課題について取材し、テレビ番組として紹介し、その後、系列各局（ビーエスフジ、フジテレビワンツーネクストを含む）のチャンネルを通して募金を呼び掛けている。特に2003年 - 2009年はチャリティ協賛番組として「世界がもし100人の村だったら」をシリーズで放送した。
また、大規模な災害・戦災が発生した地域については、通常の支援に加え、緊急支援として「サザエさん募金」を募っている。過去の例として、1992年の中近東の湾岸の環境浄化、1993年・1994年のソマリア危機、1999年のコソボ難民救済とトルコ大地震、2001年のインド西部地震とアフガニスタン難民救済、2004年・2005年（当時戦後最悪の大津波被害といわれた）スマトラ島大震災、2006年のパキスタン地震、2007年のペルー大地震と、バングラデシュのサイクロン被害、2009年のサモア、スマトラ島台風と、チリ大地震、2011年の（戦後最大の津波・地震・原発事故を引き起こした）東日本大震災などである。

## 過去の支援国一覧
出典:
- 1974・1975・1976年度 第1・2・3回　「アジア全域」
- 1977・1978・1979年度 第4・5・6回　「バングラデシュ」
- 1980年度 第7回 「カンボジア」
- 1981・1982年度 第8・9回「バングラデシュ」
- 1983年度 第10回「ネパール」
- 1984・1985・1986・1987年度 第11・12・13・14回「バングラデシュ」
- 1988年度 第15回「ベトナム」
- 1989年度 第16回「パキスタン」
- 1990年度 第17回「バングラデシュ」
- 1991年度 第18回「ラオス」
- 1992年度 第19回「ネパール」
- 1993年度 第20回「カンボジア」
- 1994年度 第21回「エチオピア」
- 1995年度 第22回「ブータン」
- 1996年度 第23回「ミャンマー」
- 1997年度 第24回「ラオス」
- 1998年度 第25回「ネパール」
- 1999年度 第26回「バングラデシュ」
- 2000年度 第27回「モンゴル」
- 2001年度 第28回「カンボジア」
- 2002年度 第29回「アフガニスタン」
- 2003年度 第30回「東ティモール」
- 2004年度 第31回「アンゴラ」
- 2005年度 第32回「インドネシア・スリランカ・モルディブ」（スマトラ島沖地震津波被災国）
- 2006年度 第33回「マラウイ共和国」
- 2007年度 第34回「パプアニューギニア独立国」
- 2008年度 第35回「ガイアナ共和国」
- 2009年度 第36回「シエラレオネ共和国」
- 2010年度 第37回「ハイチ共和国」
- 2011年度 第38回「東日本大震災」
- 2012年度 第39回「チャド共和国」
- 2013年度 第40回「ネパール連邦民主共和国」
- 2014年度 第41回「フィリピン共和国」
- 2015年度 第42回「マダガスカル共和国」
- 2016年度 第43回「トーゴ共和国」
- 2017年度 第44回「ボリビア共和国」
- 2018年度 第45回「ロヒンギャ難民ｉｎバングラデシュ」
- 2019年度 第46回「ウガンダ共和国」
- 2020・2021・2022年度 第47・48・49回「モザンビーク共和国」
- 2023年度 第50回「パキスタン・イスラム共和国」
- 2024年度 第51回「ネパール」
- 2025年度 第52回「マダガスカル共和国」

## チャリティキャンペーン事務局
出典:
「FNSチャリティキャンペーン事務局」はフジテレビジョンに在籍している。
- 2008・2009・2010年
  - チャリティキャンペーン事務局長：田中亮介
  - チャリティキャンペーン事務局員：小林晴一郎、山崎恵、岩見泰子
- 2011年
  - チャリティキャンペーン事務局長：加田光弘
  - チャリティキャンペーン事務局員：田中亮介、小林晴一郎、田中杏子、岩見泰子
- 2012年
  - チャリティキャンペーン事務局長：加田光弘
  - チャリティキャンペーン事務局員：田中亮介、岩見泰子
- 2013年
  - チャリティキャンペーン事務局長：川口哲生
  - チャリティキャンペーン事務局員：田中亮介、稲葉恵子、岩見泰子
- 2014・2015年
  - チャリティキャンペーン事務局長：吉村忠史
  - チャリティキャンペーン事務局員：田中亮介、稲葉恵子、富永有美
- 2016年～
  - チャリティキャンペーン事務局長：内田宏昌
  - チャリティキャンペーン事務局員：田中亮介、稲葉恵子、徳永竜二、中島未来